# Fritz Lang – Der andere in uns
Fritz Lang – Der andere in uns ist ein deutscher Spielfilm von Gordian Maugg aus dem Jahr 2016. In den Hauptrollen des in schwarzweiß gedrehten Dokudramas sind Heino Ferch, Thomas Thieme und Samuel Finzi zu sehen. Der Film beleuchtet semifiktional und collagenartig die Recherchen Fritz Langs zu seinem Spielfilm M.

## Handlung
Nach Werken wie Die Nibelungen, Metropolis und Frau im Mond sucht der deutsche Regisseur Fritz Lang nach Stoff für einen neuen Film, einen Tonfilm. Er ist der aufwendigen Großprojekte müde, sein nächster Film soll deutlich kleiner ausfallen. Zudem kriselt es in seiner Beziehung zu Thea von Harbou, die sich mehr und mehr für die Ideale des Nationalsozialismus zu begeistern scheint.
Während seiner Recherchen stößt er auf Berichte über einen Serienmörder aus Düsseldorf. Lang reist von Berlin ins Rheinland und schließt sich dem Kriminalkommissar Ernst Gennat an, der die Ermittlungen leitet. Als Verdächtiger wird Peter Kürten festgenommen, Fritz Lang bekommt die Gelegenheit, Kürten zu interviewen.
Als er auf Anna Cohn, Freundin eines Opfers und mutmaßliche Augenzeugin, trifft, wird er von Erinnerungen an seine erste Frau Lisa übermannt, der Anna über die Maßen ähnlich sieht, und die Lang damals erschoss, als sie ihn mit Thea von Harbou erwischte.

## Hintergrund

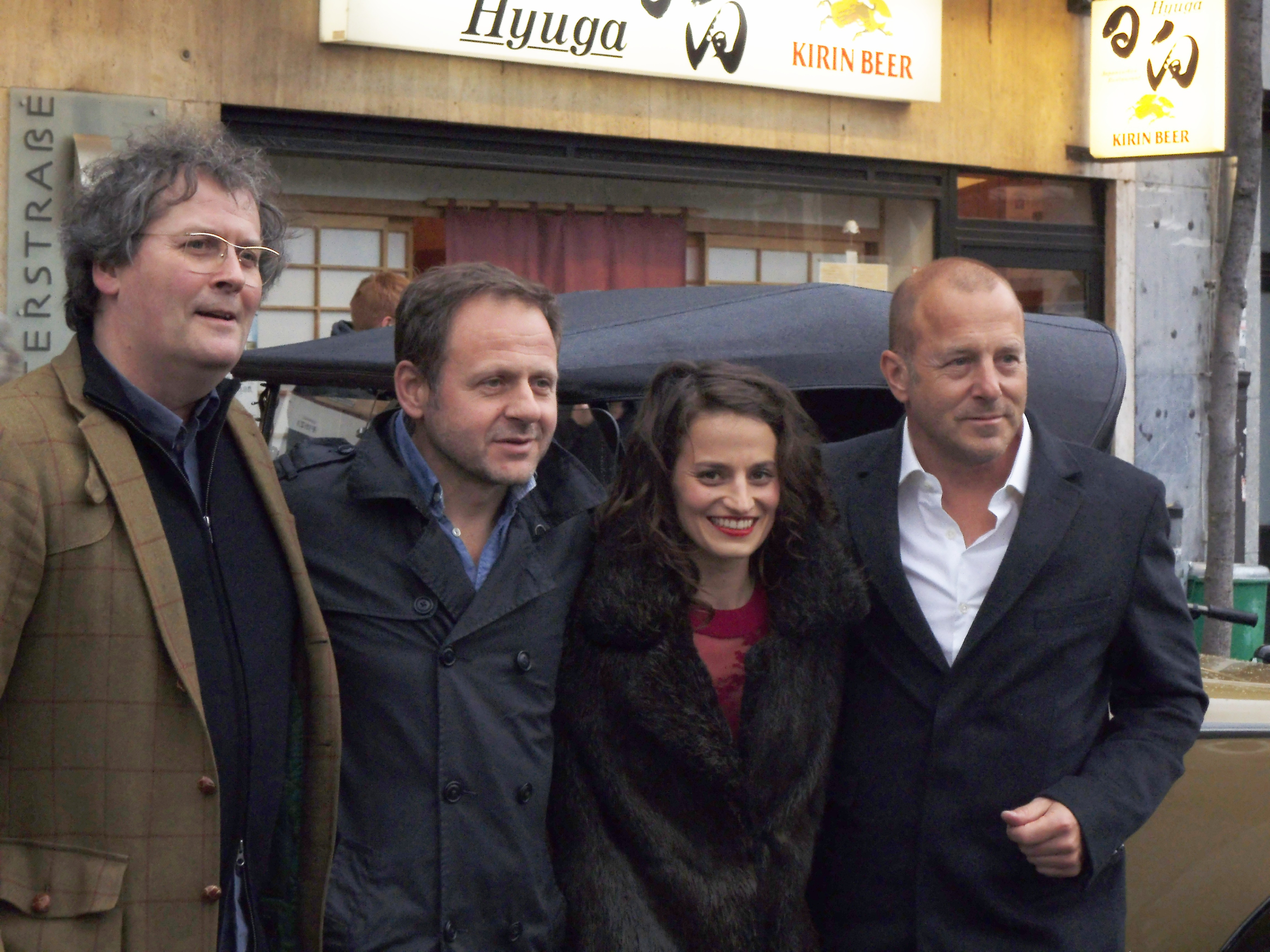
Gordian Maugg, Samuel Finzi, Lisa Charlotte Friederich und Heino Ferch bei der Premiere des Films am 6. April 2016 in Düsseldorf.

Die Dreharbeiten fanden im September und im Oktober 2014 unter anderem in Düren, Düsseldorf und Erkrath sowie in Niedersachsen statt, mit Nachdrehs in Hamburg. Der Film feierte seine Premiere am 6. April 2016 in Düsseldorf und startete am 14. April regulär in den Kinos.

## Rezeption

### Kritiken
D. J. Frederiksson von der Frankfurter Rundschau bezeichnet den Film als „mitreißende Reflektion über Trieb, Schuld und Kunst“, die sich wohltuend von „der eigentlich unappetitlichen Doppelsünde von Doku-Drama und Film-über-Film“ absetze. Frederiksson lobt Heino Ferch, „die schwarzweiße Bildgestaltung und die Lichtstimmungen“ sowie die „klugen visuellen und filmischen Ideen“.
Auch Jörg Schöning von Spiegel Online lobt Heino Ferch und Samuel Finzi für ihr Spiel und hebt das Vakuum hervor, das der unaufgeklärte Tod von Langs erster Frau hinterließ und das der Film „klugerweise nur umkreist.“ Außerdem handhabe niemand „die Einbindung zeitgeschichtlichen Filmmaterials so souverän wie Gordian Maugg.“

### Auszeichnungen
Der Film lief im Wettbewerb des 15. Festival des deutschen Films im Jahre 2016. Er gewann den Hessischen Filmpreis 2016 in der Kategorie Bester Spielfilm. Florentine Bruck war in der Kategorie Bester Schnitt für den Deutschen Kamerapreis nominiert, ebenso für den Schnitt-Preis. Heino Ferch war in der Kategorie Bester deutscher Darsteller für den Jupiter nominiert.